# Oide Shampoo
„Oide Shampoo” (jap. おいでシャンプー Oide Shanpū) – drugi singel japońskiego zespołu Nogizaka46, wydany w Japonii 2 maja 2012 roku przez N46Div..
Singel został wydany w czterech edycjach: regularnej (CD) i trzech CD+DVD (Type-A, Type-B, Type-C). Osiągnął 1 pozycję w rankingu Oricon i pozostał na liście przez 39 tygodni, sprzedał się w nakładzie 225 383 egzemplarzy i zdobył status platynowej płyty.

## Lista utworów
Wszystkie utwory zostały napisane przez Yasushiego Akimoto.

### Type-A
| CD | CD                                                                   | CD             | CD                  | CD      |
| Nr | Tytuł utworu                                                         | Kompozycja     | Aranżacja           | Długość |
| -- | -------------------------------------------------------------------- | -------------- | ------------------- | ------- |
| 1. | „Oide Shampoo” (jap. おいでシャンプー)                               | Dai Odagiri    | TATOO               | 4:08    |
| 2. | „Kokoro no kusuri” (jap. 心の薬)                                     | MIKOTO         | Yoshiyuki Kinoshita | 3:46    |
| 3. | „Gūzen o iiwake ni shite” (jap. 偶然を言い訳にして)                  | Daisuke Sakabe | Tomohiro Nakatsuchi | 4:37    |
| 4. | „Oide Shampoo” (jap. おいでシャンプー) (off vocal ver.)              | Dai Odagiri    | TATOO               | 4:08    |
| 5. | „Kokoro no kusuri” (jap. 心の薬) (off vocal ver.)                    | MIKOTO         | Yoshiyuki Kinoshita | 3:46    |
| 6. | „Gūzen o iiwake ni shite” (jap. 偶然を言い訳にして) (off vocal ver.) | Daisuke Sakabe | Tomohiro Nakatsuchi | 4:37    |

| DVD | DVD                                                                                   | DVD     |
| Nr  | Tytuł utworu                                                                          | Długość |
| --- | ------------------------------------------------------------------------------------- | ------- |
| 1.  | „Oide Shampoo -MUSIC VIDEO-” (jap. おいでシャンプー -MUSIC VIDEO-)                    |         |
| 2.  | „Gūzen o iiwake ni shite -MUSIC VIDEO-” (jap. 偶然を言い訳にして -MUSIC VIDEO-)       | 5:07    |
| 3.  | „Ikuta Erika x Hiroshu” (jap. 生田絵梨花×ヒロシュー)                                  | 5:32    |
| 4.  | „Itō Marika x Arimoto Sayaka, Yamamoto Masaki” (jap. 伊藤万理華×有元沙矢香、山本真希) | 5:33    |
| 5.  | „Etō Misa x Ninomiya Takashi” (jap. 衛藤美彩×二宮崇)                                  | 5:53    |
| 6.  | „Kawago Hina x Yamada Atsuhiro” (jap. 川後陽菜×山田篤宏)                              | 5:50    |
| 7.  | „Kawamura Mahiro x Watanabe Nao” (jap. 川村真洋×渡邊直)                               | 5:05    |
| 8.  | „Saitō Asuka x Asō Kumiko, Yamada Kazuhito” (jap. 齋藤飛鳥×阿相クミコ、山田一仁)      | 3:53    |
| 9.  | „Saitō Chiharu x Ōgata Miyuki” (jap. 斎藤ちはる×大形美佑葵)                           | 5:28    |
| 10. | „Saitō Yūri x Sakae Ryōta” (jap. 斉藤優里×榮良太)                                     | 5:02    |
| 11. | „Sakurai Reika x Uchimura Hiroyuki” (jap. 桜井玲香×内村宏幸)                          | 5:47    |
| 12. | „Nishino Nanase x Hagiwara Kentarō” (jap. 西野七瀬×萩原健太郎)                        | 4:55    |
| 13. | „Matsumura Sayuri x Satō Yuichirō” (jap. 松村沙友理×佐藤有一郎)                       | 6:07    |

### Type-B
| CD | CD                                                      | CD              | CD                  | CD      |
| Nr | Tytuł utworu                                            | Kompozycja      | Aranżacja           | Długość |
| -- | ------------------------------------------------------- | --------------- | ------------------- | ------- |
| 1. | „Oide Shampoo” (jap. おいでシャンプー)                  | Dai Odagiri     | TATOO               | 4:08    |
| 2. | „Kokoro no kusuri” (jap. 心の薬)                        | MIKOTO          | Yoshiyuki Kinoshita | 3:46    |
| 3. | „Mizutama moyō” (jap. 水玉模様) (wyk. Rina Ikoma)       | Makoto Wakatabe | Makoto Wakatabe     | 3:51    |
| 4. | „Oide Shampoo” (jap. おいでシャンプー) (off vocal ver.) | Dai Odagiri     | TATOO               | 4:08    |
| 5. | „Kokoro no kusuri” (jap. 心の薬) (off vocal ver.)       | MIKOTO          | Yoshiyuki Kinoshita | 3:46    |
| 6. | „Mizutama moyō” (jap. 水玉模様) (off vocal ver.)        | Makoto Wakatabe | Makoto Wakatabe     | 3:51    |

| DVD | DVD                                                                | DVD     |
| Nr  | Tytuł utworu                                                       | Długość |
| --- | ------------------------------------------------------------------ | ------- |
| 1.  | „Oide Shampoo -MUSIC VIDEO-” (jap. おいでシャンプー -MUSIC VIDEO-) |         |
| 2.  | „Mizutama moyō -MUSIC VIDEO-” (jap. 水玉模様 -MUSIC VIDEO-)        | 5:33    |
| 3.  | „Andō Mikumo x Matsuda Ikki” (jap. 安藤美雲×松田一輝)              | 5:58    |
| 4.  | „Ikoma Rina x Aoyama Yūki” (jap. 生駒里奈×青山裕企)                | 6:04    |
| 5.  | „Ichiki Rena x Kakegawa Yasunori” (jap. 市來玲奈×掛川康典)         | 5:12    |
| 6.  | „Iwase Yumiko x Murayama Kazuya” (jap. 岩瀬佑美子×村山和也)        | 5:46    |
| 7.  | „Kashiwa Yukina x Aomatsu Takuma” (jap. 柏幸奈×青松拓馬)           | 5:00    |
| 8.  | „Takayama Kazumi x Matsumoto Hiroki” (jap. 高山一実×松本博樹)      | 6:06    |
| 9.  | „Nagashima Seira x Ishii Takahide” (jap. 永島聖羅×石井貴英)        | 5:49    |
| 10. | „Hashimoto Nanami x Sugimoto Tōru” (jap. 橋本奈々未×杉本達)        | 6:06    |
| 11. | „Hatanaka Seira x Satō Daisuke” (jap. 畠中清羅×佐藤大輔)           | 5:39    |
| 12. | „Yamato Rina x Flash Harry” (jap. 大和里菜×フラッシュハリー)       | 2:58    |
| 13. | „Wada Maaya x Iwamoto Masayuki” (jap. 和田まあや×岩元正幸)         | 4:27    |

### Type-C
| CD | CD                                                       | CD           | CD                  | CD      |
| Nr | Tytuł utworu                                             | Kompozycja   | Aranżacja           | Długość |
| -- | -------------------------------------------------------- | ------------ | ------------------- | ------- |
| 1. | „Oide Shampoo” (jap. おいでシャンプー)                   | Dai Odagiri  | TATOO               | 4:08    |
| 2. | „Kokoro no kusuri” (jap. 心の薬)                         | MIKOTO       | Yoshiyuki Kinoshita | 3:46    |
| 3. | „Ōkami ni kuchibue o” (jap. 狼に口笛を)                  | Akira Sunset | Satori Shiraishi    | 2:58    |
| 4. | „Oide Shampoo” (jap. おいでシャンプー) (off vocal ver.)  | Dai Odagiri  | TATOO               | 4:08    |
| 5. | „Kokoro no kusuri” (jap. 心の薬) (off vocal ver.)        | MIKOTO       | Yoshiyuki Kinoshita | 3:46    |
| 6. | „Ōkami ni kuchibue o” (jap. 狼に口笛を) (off vocal ver.) | Akira Sunset | Satori Shiraishi    | 2:58    |

| DVD | DVD                                                                                         | DVD     |
| Nr  | Tytuł utworu                                                                                | Długość |
| --- | ------------------------------------------------------------------------------------------- | ------- |
| 1.  | „Oide Shampoo -MUSIC VIDEO-” (jap. おいでシャンプー -MUSIC VIDEO-)                          |         |
| 2.  | „Ōkami ni kuchibue o -MUSIC VIDEO-” (jap. 狼に口笛を -MUSIC VIDEO-)                         |         |
| 3.  | „Itō Nene x Dehara Yukinori” (jap. 伊藤寧々×デハラユキノリ)                                 | 5:05    |
| 4.  | „Inoue Sayuri x Morita Ippei” (jap. 井上小百合×森田一平)                                    | 6:35    |
| 5.  | „Shiraishi Mai x Nagasaki Ai” (jap. 白石麻衣×長崎愛)                                        | 5:46    |
| 6.  | „Nakada Kana x Tezuka Macoto” (jap. 中田花奈×手塚眞)                                        | 5:36    |
| 7.  | „Nakamoto Himeka x Matsumoto Jun’ichi” (jap. 中元日芽香×マツモトジュンイチ)                 | 6:04    |
| 8.  | „Nōjo Ami x Suzuki Masato” (jap. 能條愛未×鈴木真人)                                         | 4:30    |
| 9.  | „Higuchi Hina x Ikeda Keita” (jap. 樋口日奈×池田圭太)                                       | 6:02    |
| 10. | „Fukagawa Mai x Irie Kazuhiro” (jap. 深川麻衣×入江和宏)                                     | 5:33    |
| 11. | „Hoshino Minami x Kawashima Kotori, Minoura Kentarō” (jap. 星野みなみ×川島小鳥、箕浦建太郎) |         |
| 12. | „Miyazawa Seira x Katsuo” (jap. 宮澤成良×カツヲ)                                            | 2:55    |
| 13. | „Wakatsuki Yumi x Okagawa Tarō” (jap. 若月佑美×岡川太郎)                                    | 2:26    |

### Edycja regularna
| CD | CD                                                      | CD           | CD                  | CD      |
| Nr | Tytuł utworu                                            | Kompozycja   | Aranżacja           | Długość |
| -- | ------------------------------------------------------- | ------------ | ------------------- | ------- |
| 1. | „Oide Shampoo” (jap. おいでシャンプー)                  | Dai Odagiri  | TATOO               | 4:08    |
| 2. | „Kokoro no kusuri” (jap. 心の薬)                        | MIKOTO       | Yoshiyuki Kinoshita | 3:46    |
| 3. | „House!” (jap. ハウス!)                                 | y@suo ohtani | y@suo ohtani        | 5:07    |
| 4. | „Oide Shampoo” (jap. おいでシャンプー) (off vocal ver.) | Dai Odagiri  | TATOO               | 4:08    |
| 5. | „Kokoro no kusuri” (jap. 心の薬) (off vocal ver.)       | MIKOTO       | Yoshiyuki Kinoshita | 3:46    |
| 6. | „House!” (jap. ハウス!) (off vocal ver.)                | y@suo ohtani | y@suo ohtani        | 5:07    |

## Skład zespołu
| „Oide Shampoo” |
| --- |
| - 1. gen.: Erika Ikuta, Rina Ikoma (środek), Rena Ichiki, Sayuri Inoue, Yūri Saitō, Reika Sakurai, Mai Shiraishi, Kazumi Takayama, Kana Nakada, Nanase Nishino, Seira Hatanaka, Nanami Hashimoto, Minami Hoshino, Seira Miyazawa, Sayuri Matsumura |

| „Kokoro no kusuri” |
| --- |
| - 1. gen.: Erika Ikuta, Rina Ikoma (środek), Rena Ichiki, Marika Itō, Sayuri Inoue, Yumiko Iwase, Yūri Saitō, Reika Sakurai, Mai Shiraishi, Kazumi Takayama, Seira Nagashima, Kana Nakada, Nanase Nishino, Seira Hatanaka, Nanami Hashimoto, Mai Fukagawa, Minami Hoshino, Seira Miyazawa, Sayuri Matsumura, Rina Yamato |

| „Gūzen o iiwake ni shite”                                                     |
| ----------------------------------------------------------------------------- |
| - 1. gen.: Mai Shiraishi, Kazumi Takayama, Nanami Hashimoto, Sayuri Matsumura |

| „Ōkami ni kuchibue o” |
| --- |
| - 1. gen.: Mikumo Andō, Nene Itō, Marika Itō (środek), Misa Etō, Yukina Kashiwa, Hina Kawago, Mahiro Kawamura, Asuka Saitō, Chiharu Saitō, Seira Nagashima, Himeka Nakamoto, Ami Nōjo, Mai Fukagawa, Hina Higuchi, Rina Yamato, Yumi Wakatsuki, Maaya Wada |

| „House!” |
| --- |
| - 1. gen.: Erika Ikuta, Rina Ikoma (środek), Rena Ichiki, Sayuri Inoue, Yumiko Iwase, Misa Etō, Mahiro Kawamura, Yūri Saitō, Reika Sakurai, Mai Shiraishi, Kazumi Takayama, Kana Nakada, Nanase Nishino, Ami Nōjo, Seira Hatanaka, Nanami Hashimoto, Minami Hoshino, Sayuri Matsumura, Yumi Wakatsuki |

## Notowania
| Lista                             | Pozycja |
| --------------------------------- | ------- |
| Oricon Weekly Singles Chart       | 1       |
| Oricon Yearly Singles Chart       | 28      |
| Billboard Japan Hot 100           | 2       |
| Billboard Japan Hot Singles Sales | 2       |